# Argania albimacula
Argania albimacula là một loài bướm đêm trong họ Erebidae.